# Sanscritização
A sanscritização, em sociologia da ciência e etnoantropologia, é um processo social observado na Índia e Nepal que faz com que os grupos pertencentes a castas inferiores procurem elevar o seu nível social adotando os costumes e crenças das castas superiores. Trata-se portanto de um processo de assimilação cultural.
Isto é feito emulando os rituais de castas superiores ou brâmanes através por exemplo da adoção de uma dieta vegetariana, ou regras determinadas para o casamento, ou vestindo roupas rituais determinadas.
O termo é devido, no contexto desta finalidade, ao uso de encantamentos (mantras, orações) em sânscrito, e não é conhecido para as castas mais baixas, e traz a subsequente inserção de palavras em sânscrito na linguagem quotidiana falada .
O sistema hierárquico de castas, no entanto, não é alterado por este processo.
O termo foi tornado popular pelo sociólogo indiano M. N. Srinivas na década de 1950 embora referências anteriores ao processo sejam encontradas em Castes in India: Their Mechanism, Genesis and Development de Bhimrao Ramji Ambedkar.  As mais antigas referências podem encontrar-se, noutro contexto, em The Laws of Imitation de Gabriel Tarde.